# Бобровський район
Бобровський район (рос. Бобровский район) — адміністративна одиниця на півночі Воронезької області Росії. 
Адміністративний центр — робітниче місто Бобров.

## Географія
Бобровський район розташований в центральній частині Воронезької області: з півночі межує з Панінським і  Аннинським районами, зі сходу - з Таловським і Бутурлінівським районами, з півдня - з Павловським районом, із заходу - з Лискинським і Каширським районами Воронезької області.

## Історія
Район утворено 1928 року.